# مقيف مستدق
مقيف مستدق (الاسم العلمي:Ehretia acuminata) هو نوع من النباتات يتبع جنس المقيف من الفصيلة الحمحمية.

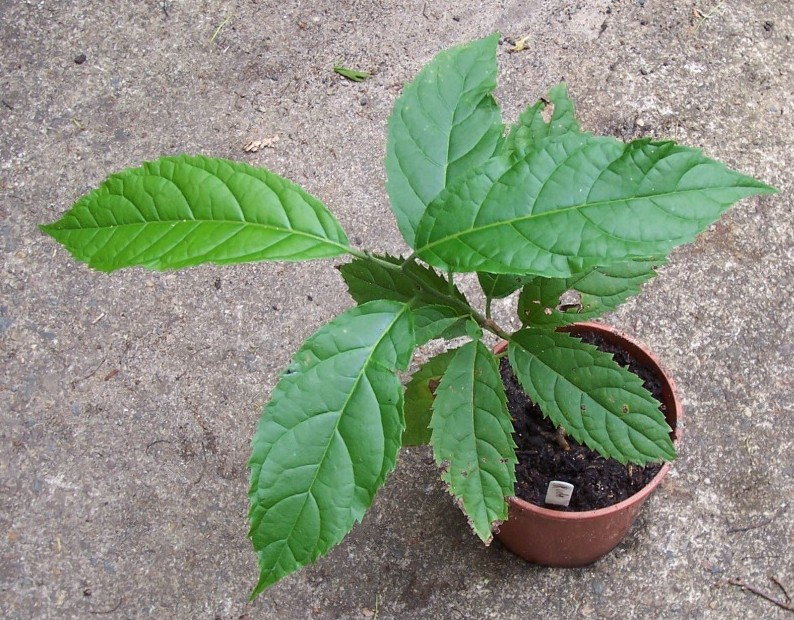
Ehretia acuminata - juvenile
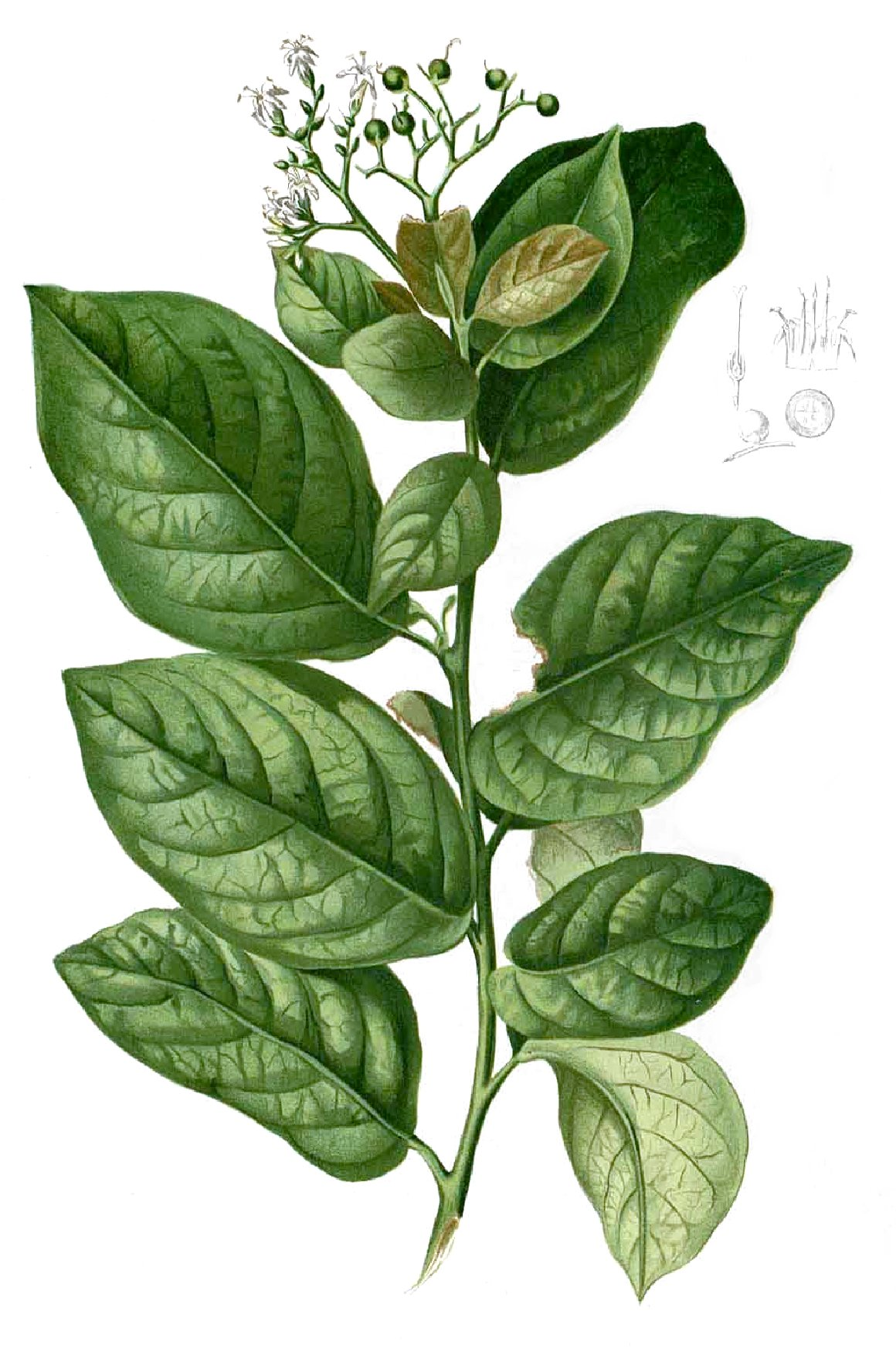
Koda